# Falconet africà
El falconet africà (Polihierax semitorquatus) és un ocell rapinyaire de la família dels falcònids (Falconidae) que habita sabanes i estepes d'Àfrica oriental, al sud-est del Sudan, Etiòpia, Somàlia, est d'Uganda, Kenya i Tanzània, i també a l'Àfrica Meridional, a Namíbia, sud-oest de Botswana i nord de Sud-àfrica. El seu estat de conservació es considera de risc mínim.